# Lista över fornlämningar i Falkenbergs kommun (Skrea)
Lista över fornlämningar i Falkenbergs kommun (Skrea) är en förteckning av ett urval av de fornlämningar som finns i Skrea i Falkenbergs kommun.
| Namn                     | Lämningstyp             | Tillkomsttid | Historisk indelning | Plats | Läge                 | ID-nr          | Bild                                 |
| ------------------------ | ----------------------- | ------------ | ------------------- | ----- | -------------------- | -------------- | ------------------------------------ |
| Skrea 1:1                | Röse                    |              | Skrea, Halland      |       | 56.847434, 12.551162 | 10148800010001 | Ladda upp en bild av detta fornminne |
| Skrea 1:2                | Stensättning            |              | Skrea, Halland      |       | 56.847019, 12.551249 | 10148800010002 | Ladda upp en bild av detta fornminne |
| Skrea 1:3                | Stensättning            |              | Skrea, Halland      |       | 56.846892, 12.551183 | 10148800010003 | Ladda upp en bild av detta fornminne |
| Skrea 1:4                | Stensättning            |              | Skrea, Halland      |       | 56.846561, 12.550907 | 10148800010004 | Ladda upp en bild av detta fornminne |
| Skrea 2:1                | Röse                    |              | Skrea, Halland      |       | 56.848776, 12.552328 | 10148800020001 | Ladda upp en bild av detta fornminne |
| Skrea 2:2                | Stensättning            |              | Skrea, Halland      |       | 56.848622, 12.552322 | 10148800020002 | Ladda upp en bild av detta fornminne |
| Skrea 3:1                | Stensättning            |              | Skrea, Halland      |       | 56.852531, 12.548827 | 10148800030001 | Ladda upp en bild av detta fornminne |
| Skrea 4:1                | Stensättning            |              | Skrea, Halland      |       | 56.851440, 12.551316 | 10148800040001 | Ladda upp en bild av detta fornminne |
| Skrea 7:1                | Röse                    |              | Skrea, Halland      |       | 56.844174, 12.550489 | 10148800070001 | Ladda upp en bild av detta fornminne |
| Skrea 7:2                | Röse                    |              | Skrea, Halland      |       | 56.843956, 12.550016 | 10148800070002 | Ladda upp en bild av detta fornminne |
| Skrea 7:3                | Stensättning            |              | Skrea, Halland      |       | 56.844103, 12.551107 | 10148800070003 | Ladda upp en bild av detta fornminne |
| Skrea 8:1                | Stensättning            |              | Skrea, Halland      |       | 56.841082, 12.555179 | 10148800080001 | Ladda upp en bild av detta fornminne |
| Skrea 9:1                | Stensättning            |              | Skrea, Halland      |       | 56.850334, 12.562517 | 10148800090001 | Ladda upp en bild av detta fornminne |
| Skrea 10:1               | Stensättning            |              | Skrea, Halland      |       | 56.844421, 12.559547 | 10148800100001 | Ladda upp en bild av detta fornminne |
| Galarkullen (Skrea 11:1) | Hög                     |              | Skrea, Halland      |       | 56.865700, 12.559717 | 10148800110001 | Ladda upp en bild av detta fornminne |
| Skrea 12:1               | Hög                     |              | Skrea, Halland      |       | 56.865495, 12.561529 | 10148800120001 | Ladda upp en bild av detta fornminne |
| Skrea 12:2               | Stensättning            |              | Skrea, Halland      |       | 56.865745, 12.561922 | 10148800120002 | Ladda upp en bild av detta fornminne |
| Skrea 12:3               | Stensättning            |              | Skrea, Halland      |       | 56.865610, 12.562240 | 10148800120003 | Ladda upp en bild av detta fornminne |
| Skrea 13:1               | Stensättning            |              | Skrea, Halland      |       | 56.856246, 12.555949 | 10148800130001 | Ladda upp en bild av detta fornminne |
| Skrea 13:2               | Stensättning            |              | Skrea, Halland      |       | 56.856311, 12.556216 | 10148800130002 | Ladda upp en bild av detta fornminne |
| Skrea 13:3               | Stensättning            |              | Skrea, Halland      |       | 56.856179, 12.556170 | 10148800130003 | Ladda upp en bild av detta fornminne |
| Skrea 14:1               | Hög                     |              | Skrea, Halland      |       | 56.859371, 12.567247 | 10148800140001 | Ladda upp en bild av detta fornminne |
| Skrea 15:1               | Hög                     |              | Skrea, Halland      |       | 56.867562, 12.567322 | 10148800150001 | Ladda upp en bild av detta fornminne |
| Skrea 16:1               | Hög                     |              | Skrea, Halland      |       | 56.863507, 12.565180 | 10148800160001 | Ladda upp en bild av detta fornminne |
| Skrea 17:1               | Stensättning            |              | Skrea, Halland      |       | 56.869978, 12.569400 | 10148800170001 | Ladda upp en bild av detta fornminne |
| Skrea 18:1               | Stensättning            |              | Skrea, Halland      |       | 56.870765, 12.570218 | 10148800180001 | Ladda upp en bild av detta fornminne |
| Skrea 19:1               | Hög                     |              | Skrea, Halland      |       | 56.872449, 12.573564 | 10148800190001 | Ladda upp en bild av detta fornminne |
| Skrea 20:1               | Stensättning            |              | Skrea, Halland      |       | 56.886470, 12.575083 | 10148800200001 | Ladda upp en bild av detta fornminne |
| Brune kulle (Skrea 21:1) | Hög                     |              | Skrea, Halland      |       | 56.890014, 12.575549 | 10148800210001 | Ladda upp en bild av detta fornminne |
| Skrea 22:1               | Hög                     |              | Skrea, Halland      |       | 56.891719, 12.578277 | 10148800220001 | Ladda upp en bild av detta fornminne |
| Skrea 22:2               | Hög                     |              | Skrea, Halland      |       | 56.891407, 12.577913 | 10148800220002 | Ladda upp en bild av detta fornminne |
| Skrea 23:1               | Hög                     |              | Skrea, Halland      |       | 56.892092, 12.577000 | 10148800230001 | Ladda upp en bild av detta fornminne |
| Skrea 24:1               | Hög                     |              | Skrea, Halland      |       | 56.891615, 12.576499 | 10148800240001 | Ladda upp en bild av detta fornminne |
| Skrea 25:1               | Hög                     |              | Skrea, Halland      |       | 56.892611, 12.577469 | 10148800250001 | Ladda upp en bild av detta fornminne |
| Skrea 27:1               | Hög                     |              | Skrea, Halland      |       | 56.890636, 12.578613 | 10148800270001 | Ladda upp en bild av detta fornminne |
| Skrea 28:1               | Stensättning            |              | Skrea, Halland      |       | 56.889584, 12.577236 | 10148800280001 | Ladda upp en bild av detta fornminne |
| Skrea 28:2               | Hög                     |              | Skrea, Halland      |       | 56.889410, 12.577887 | 10148800280002 | Ladda upp en bild av detta fornminne |
| Skrea 29:1               | Hög                     |              | Skrea, Halland      |       | 56.895280, 12.583843 | 10148800290001 | Ladda upp en bild av detta fornminne |
| Skrea 30:1               | Hög                     |              | Skrea, Halland      |       | 56.894767, 12.582320 | 10148800300001 | Ladda upp en bild av detta fornminne |
| Skrea 32:1               | Stensättning            |              | Skrea, Halland      |       | 56.895528, 12.563928 | 10148800320001 | Ladda upp en bild av detta fornminne |
| Skrea 33:1               | Stensättning            |              | Skrea, Halland      |       | 56.895999, 12.565086 | 10148800330001 | Ladda upp en bild av detta fornminne |
| Skrea 34:1               | Gravfält                |              | Skrea, Halland      |       | 56.891294, 12.543327 | 10148800340001 | Ladda upp en bild av detta fornminne |
| Skrea 35:1               | Stensättning            |              | Skrea, Halland      |       | 56.888465, 12.537097 | 10148800350001 | Ladda upp en bild av detta fornminne |
| Skrea 35:2               | Hög                     |              | Skrea, Halland      |       | 56.888192, 12.537689 | 10148800350002 | Ladda upp en bild av detta fornminne |
| Skrea 36:1               | Röse                    |              | Skrea, Halland      |       | 56.888879, 12.540787 | 10148800360001 | Ladda upp en bild av detta fornminne |
| Skrea 37:1               | Stensättning            |              | Skrea, Halland      |       | 56.888324, 12.541195 | 10148800370001 | Ladda upp en bild av detta fornminne |
| Skrea 38:1               | Röse                    |              | Skrea, Halland      |       | 56.887760, 12.540727 | 10148800380001 | Ladda upp en bild av detta fornminne |
| Skrea 38:2               | Hög                     |              | Skrea, Halland      |       | 56.887779, 12.539780 | 10148800380002 | Ladda upp en bild av detta fornminne |
| Skrea 39:1               | Hög                     |              | Skrea, Halland      |       | 56.886927, 12.536872 | 10148800390001 | Ladda upp en bild av detta fornminne |
| Skrea 40:1               | Hög                     |              | Skrea, Halland      |       | 56.888803, 12.538144 | 10148800400001 | Ladda upp en bild av detta fornminne |
| Skrea 41:1               | Stensättning            |              | Skrea, Halland      |       | 56.888565, 12.535369 | 10148800410001 | Ladda upp en bild av detta fornminne |
| Skrea 42:1               | Hög                     |              | Skrea, Halland      |       | 56.887903, 12.534259 | 10148800420001 | Ladda upp en bild av detta fornminne |
| Skrea 43:1               | Stensättning            |              | Skrea, Halland      |       | 56.882341, 12.543214 | 10148800430001 | Ladda upp en bild av detta fornminne |
| Skrea 45:1               | Stensättning            |              | Skrea, Halland      |       | 56.878626, 12.556693 | 10148800450001 | Ladda upp en bild av detta fornminne |
| Skrea 46:1               | Stensättning            |              | Skrea, Halland      |       | 56.878397, 12.557617 | 10148800460001 | Ladda upp en bild av detta fornminne |
| Skrea 47:2               | Stensättning            |              | Skrea, Halland      |       | 56.878433, 12.554962 | 10148800470002 | Ladda upp en bild av detta fornminne |
| Skrea 48:1               | Hög                     |              | Skrea, Halland      |       | 56.878123, 12.553766 | 10148800480001 | Ladda upp en bild av detta fornminne |
| Skrea 49:1               | Röse                    |              | Skrea, Halland      |       | 56.880861, 12.547918 | 10148800490001 | Ladda upp en bild av detta fornminne |
| Skrea 49:2               | Röse                    |              | Skrea, Halland      |       | 56.880817, 12.547425 | 10148800490002 | Ladda upp en bild av detta fornminne |
| Skrea 49:3               | Stensättning            |              | Skrea, Halland      |       | 56.880618, 12.546968 | 10148800490003 | Ladda upp en bild av detta fornminne |
| Skrea 50:1               | Stensättning            |              | Skrea, Halland      |       | 56.876554, 12.543219 | 10148800500001 | Ladda upp en bild av detta fornminne |
| Skrea 51:1               | Stensättning            |              | Skrea, Halland      |       | 56.879542, 12.548703 | 10148800510001 | Ladda upp en bild av detta fornminne |
| Skrea 52:1               | Stensättning            |              | Skrea, Halland      |       | 56.878943, 12.550059 | 10148800520001 | Ladda upp en bild av detta fornminne |
| Skrea 53:1               | Stensättning            |              | Skrea, Halland      |       | 56.879219, 12.550933 | 10148800530001 | Ladda upp en bild av detta fornminne |
| Skrea 54:1               | Hög                     |              | Skrea, Halland      |       | 56.874642, 12.547522 | 10148800540001 | Ladda upp en bild av detta fornminne |
| Skrea 55:1               | Stensättning            |              | Skrea, Halland      |       | 56.874674, 12.544081 | 10148800550001 | Ladda upp en bild av detta fornminne |
| Skrea 56:1               | Stensättning            |              | Skrea, Halland      |       | 56.861098, 12.556332 | 10148800560001 | Ladda upp en bild av detta fornminne |
| Skrea 59:1               | Stensättning            |              | Skrea, Halland      |       | 56.910473, 12.617357 | 10148800590001 | Ladda upp en bild av detta fornminne |
| Skrea 63:1               | Stensättning            |              | Skrea, Halland      |       | 56.878657, 12.608683 | 10148800630001 | Ladda upp en bild av detta fornminne |
| Skrea 63:2               | Hällristning            |              | Skrea, Halland      |       | 56.879092, 12.608504 | 10148800630002 | Ladda upp en bild av detta fornminne |
| Skrea 63:3               | Hällristning            |              | Skrea, Halland      |       | 56.879033, 12.608568 | 10148800630003 | Ladda upp en bild av detta fornminne |
| Skrea 63:4               | Hällristning            |              | Skrea, Halland      |       | 56.878859, 12.609407 | 10148800630004 | Ladda upp en bild av detta fornminne |
| Skrea 64:1               | Stensättning            |              | Skrea, Halland      |       | 56.898381, 12.585631 | 10148800640001 | Ladda upp en bild av detta fornminne |
| Skrea 64:2               | Stensättning            |              | Skrea, Halland      |       | 56.898269, 12.585393 | 10148800640002 | Ladda upp en bild av detta fornminne |
| Skrea 64:3               | Hög                     |              | Skrea, Halland      |       | 56.898085, 12.585355 | 10148800640003 | Ladda upp en bild av detta fornminne |
| Skrea 65:1               | Hög                     |              | Skrea, Halland      |       | 56.904834, 12.598681 | 10148800650001 | Ladda upp en bild av detta fornminne |
| Skrea 66:1               | Hög                     |              | Skrea, Halland      |       | 56.904593, 12.599951 | 10148800660001 | Ladda upp en bild av detta fornminne |
| Skrea 67:2               | Grav- och boplatsområde |              | Skrea, Halland      |       | 56.900438, 12.590074 | 10148800670002 | Ladda upp en bild av detta fornminne |
| Skrea 69:1               | Hög                     |              | Skrea, Halland      |       | 56.911336, 12.593404 | 10148800690001 | Ladda upp en bild av detta fornminne |
| Skrea 72:1               | Hög                     |              | Skrea, Halland      |       | 56.875526, 12.615346 | 10148800720001 | Ladda upp en bild av detta fornminne |
| Skrea 72:2               | Stensättning            |              | Skrea, Halland      |       | 56.875542, 12.615598 | 10148800720002 | Ladda upp en bild av detta fornminne |
| Skrea 73:1               | Stensättning            |              | Skrea, Halland      |       | 56.874332, 12.614119 | 10148800730001 | Ladda upp en bild av detta fornminne |
| Skrea 91:1               | Stensättning            |              | Skrea, Halland      |       | 56.861036, 12.558380 | 10148800910001 | Ladda upp en bild av detta fornminne |
| Skrea 126:1              | Stensättning            |              | Skrea, Halland      |       | 56.891247, 12.568468 | 10148801260001 | Ladda upp en bild av detta fornminne |
| Skrea 129:1              | Hällristning            |              | Skrea, Halland      |       | 56.899039, 12.583534 | 10148801290001 | Ladda upp en bild av detta fornminne |
| Skrea 129:2              | Hällristning            |              | Skrea, Halland      |       | 56.899167, 12.583662 | 10148801290002 | Ladda upp en bild av detta fornminne |
| Skrea 144:1              | Hällristning            |              | Skrea, Halland      |       | 56.879847, 12.577107 | 10148801440001 | Ladda upp en bild av detta fornminne |
| Skrea 145:1              | Hällristning            |              | Skrea, Halland      |       | 56.884527, 12.566220 | 10148801450001 | Ladda upp en bild av detta fornminne |
| Skrea 149:1              | Stensättning            |              | Skrea, Halland      |       | 56.875997, 12.543449 | 10148801490001 | Ladda upp en bild av detta fornminne |
| Skrea 151:1              | Hällristning            |              | Skrea, Halland      |       | 56.880202, 12.549111 | 10148801510001 | Ladda upp en bild av detta fornminne |
| Skrea 156:1              | Hällristning            |              | Skrea, Halland      |       | 56.895245, 12.579558 | 10148801560001 | Ladda upp en bild av detta fornminne |
| Skrea 169:1              | Hällristning            |              | Skrea, Halland      |       | 56.890672, 12.570058 | 10148801690001 | Ladda upp en bild av detta fornminne |
| Skrea 169:2              | Hällristning            |              | Skrea, Halland      |       | 56.890647, 12.570034 | 10148801690002 | Ladda upp en bild av detta fornminne |
| Skrea 171:1              | Hällristning            |              | Skrea, Halland      |       | 56.881703, 12.566258 | 10148801710001 | Ladda upp en bild av detta fornminne |
| Skrea 171:2              | Hällristning            |              | Skrea, Halland      |       | 56.881706, 12.566080 | 10148801710002 | Ladda upp en bild av detta fornminne |
| Skrea 172:1              | Hällristning            |              | Skrea, Halland      |       | 56.893322, 12.578436 | 10148801720001 | Ladda upp en bild av detta fornminne |
| Skrea 224                | Grav- och boplatsområde |              | Skrea, Halland      |       | 56.886719, 12.573782 | 12000000070390 | Ladda upp en bild av detta fornminne |
| Skrea 228                | Stensättning            |              | Skrea, Halland      |       | 56.844808, 12.556570 | 12000000104855 | Ladda upp en bild av detta fornminne |
| Skrea 237                | Röse                    |              | Skrea, Halland      |       | 56.880505, 12.555888 | 12000000120799 | Ladda upp en bild av detta fornminne |
| Skrea 240                | Stensättning            |              | Skrea, Halland      |       | 56.877766, 12.553975 | 12000000120805 | Ladda upp en bild av detta fornminne |
| Skrea 242                | Stensättning            |              | Skrea, Halland      |       | 56.878315, 12.557580 | 12000000133280 | Ladda upp en bild av detta fornminne |
| Skrea 243                | Stensättning            |              | Skrea, Halland      |       | 56.878193, 12.557318 | 12000000133281 | Ladda upp en bild av detta fornminne |
| Skrea 244                | Stensättning            |              | Skrea, Halland      |       | 56.878090, 12.557162 | 12000000133282 | Ladda upp en bild av detta fornminne |